# フェネック

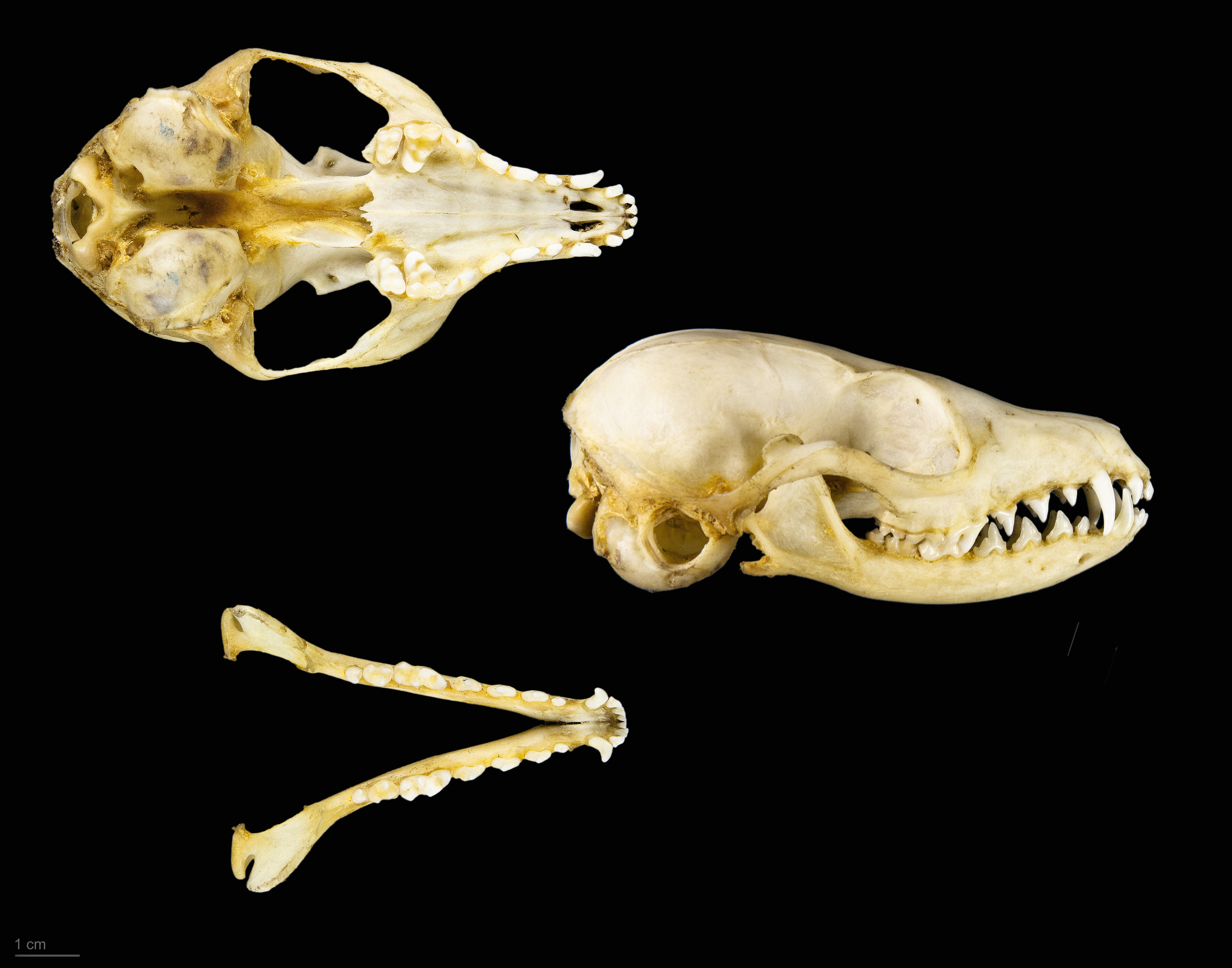
Vulpes zerda

フェネック (Vulpes zerda) は、哺乳綱食肉目イヌ科キツネ属に分類される食肉類。別名フェネックギツネ。

## 分布
アルジェリア、エジプト、スーダン、チャド、チュニジア、ニジェール、マリ共和国、モーリタニア、モロッコ、リビア
ロンドン自然史博物館所蔵のクウェート産とされる標本もあるが、実際に野生個体が分布しているかは不明とされる。アラブ首長国連邦に分布するとされたこともあるがオジロスナギツネの誤認とされ、アラビア半島で確実な発見例はない。

## 形態
頭胴長（体長）30 - 40.7センチメートル。尾長15 - 30.5センチメートル。体高15 - 17.5センチメートル。体重1 - 2キログラム。イヌ科最小種。全身は柔らかい体毛で厚く被われ、寒暖の差が激しい砂漠に適している。尾の先端は黒い。
眼の内側から口唇にかけて、赤褐色の筋模様が入る。耳長8.5 - 15センチメートルと非常に大型。大きな耳介は放熱と、砂の中の獲物を探すのに役立つと考えられている。足裏は体毛で被われ、砂地を歩行するのに適している。

## 分類
2005年に発表されたイヌ科の核DNAの分子解析では、ブランフォードギツネと単系統群を形成するという解析結果が得られている。

## 生態
砂漠に生息する。10頭以下の家族群を形成し生活する。夜行性だが、午前中に日光浴を行うこともある。砂地に数～10ｍに達する巣穴を掘り、昼間の暑さや夜間の寒さをしのぐ。巣穴の入り口は複数あり植物の根元にあることが多く、産室には植物の葉が敷かれている。垂直方向に60 - 70センチメートル、水平方向に120センチメートル跳躍することができる。
小型哺乳類、鳥類や卵、爬虫類、昆虫、植物の葉、根、果実などを食べる。渇水に強く水を飲む必要はないが、水分は植物質から補給している。
繁殖様式は胎生。1 - 2月に交尾を行う。交尾時に陰茎が膨張して射精するまで抜けないようになり（タイ、交尾結合）、交尾時間は1時間に達する。妊娠期間は50 - 53日。2 – 6頭（5頭以上の例は少ない）の幼獣を産む。年に1回繁殖するが、繁殖に失敗すると2か月半から3か月後に再度繁殖することもある。オスは食物を運搬するなど育児に参加する。授乳期間は1 - 3か月。生後6 - 9か月で性成熟する。野生下での寿命は最大10年で、飼育下での寿命は最大12年に達することもある。

## 人間との関係
分布が非常に広く、人間の影響のない地域ではよく観察されたりカメラトラップによって撮影されることから生息数は安定していると考えられ、種として絶滅のおそれはないと考えられている。一方で道路建設や舗装・油田開発や採掘などによる攪乱、交通事故、ペット用や展示用の採集などによる影響が懸念されている。1976年にチュニジアの個体群がワシントン条約附属書IIIに掲載され、1985年に種としてワシントン条約附属書IIに掲載されている。
フェネックはキツネ類のうちペットとしてかなりの数が飼育されており、犬と同じような方法で飼うことができるが、穴掘りを得意とするため、屋外の囲いで飼う場合、逃げ出さぬように、囲いは地下何メートルもの深さがなくてはならない。
フェネックの飼育が違法である国・地域もあるが、日本での飼育に制限はない。但し、穴掘りの習性から、屋内での飼育は床を傷つけ、爪を損傷させるリスクがある。また、夜鳴きもするため、飼い主の睡眠不足も懸念される。適温は25度で湿気に弱く、梅雨や夏の時期は皮膚病に罹り易くなるため、年間を通じてエアコンを稼働させる必要がある。好奇心旺盛でビニール袋やプラスチック製品を誤飲する場合があるが、診察できる獣医師は国内では限られるため、飼育スペースの整理整頓が不可欠である。また躾も難しいとされる。
フェネックはアルジェリアの国獣である。
フランスの作家・飛行家アントワーヌ・ド・サン＝テグジュペリが書いた手紙に、1935年にサハラ砂漠に不時着したときフェネックに出会ったことが書かれている。彼の代表作『星の王子様』（Le Petit Prince)の第21章にキツネ(le renard)が登場するが、彼自身のイラストで耳が大きく描かれていることからもわかるように、これは彼が出会ったフェネックから着想を得たものである。